# Nicola Masini
Pour les articles homonymes, voir Masini.
 (février 2024).
Si vous disposez d'ouvrages ou d'articles de référence ou si vous connaissez des sites web de qualité traitant du thème abordé ici, merci de compléter l'article en donnant les références utiles à sa vérifiabilité et en les liant à la section « Notes et références ».
 (mars 2020).
Nicola Masini, né en 1965, est un scientifique italien du Conseil national de la recherche (CNR), connu pour son travail d'enquête sur les civilisations andines au Pérou et en Bolivie utilisant les technologies spatiales et la télédétection.

## Biographie
Ingénieur chercheur au CNR depuis 1995, son intérêt scientifique s'est concentré sur l'application et le développement de nouvelles méthodes de recherches archéologiques intégrant la télédétection par satellite,, le Lidar et la prospection géophysique.
Depuis 2007, il est directeur de la mission italienne d'archéo géophysique (ITACA) au Pérou. De 2007 à 2016, il mène plusieurs enquêtes scientifiques au centre cérémoniel de Cahuachi à Nazca, Pachacamac, Tiwanaku, Machu Picchu et sur divers sites archéologiques de la province de Nazca et Lambayeque. Les résultats les plus notables de la mission ITACA sont la découverte d'une colonie dans le lit de la rivière Nazca , certaines découvertes dans les temples de Cahuachi, la surveillance des pillages archéologiques dans le sud et le nord du Pérou, la reconstruction de l'ancien système de canalisation de l'eau à Pachacamac et l'étude de la relation spatiale et fonctionnelle entre les géoglyphes de la Pampa de Atarco et les pyramides de Cahuachi,,.

## Recherches
Son intérêt scientifique se concentre sur l'application et le développement de méthodologies pour la conservation du patrimoine culturel et la recherche archéologique, à travers l'utilisation de technologies spatiales, de diagnostics non invasifs et de géophysique avec une vision interdisciplinaire.

## Publications
- (en) R. Lasaponara, N. Masini et G. Orefici, The Ancient Nasca World New Insights from Science and Archaeology, Springer International Publishing, 2016 (DOI 10.1007/978-3-319-47052-8).
- (en) R. Lasaponara et N. Masini, Satellite Remote Sensing: a new tool for Archaeology, Springer, 2012 (ISBN 978-90-481-8800-0, lire en ligne).